# Barcode of Life Data Systems
Barcode of Life Data System (також знана як BOLD або BOLDSystems) — інтернет-платформа, присвячена темі штрихкодування ДНК.
Це хмарна платформа вільного доступу для зберігання та аналізу даних, розроблена в Центрі геноміки біорізноманіття в Канаді. Вона складається з чотирьох основних модулів: порталу даних, освітнього порталу, реєстру BIN-кодів відомих видів і робочого середовища для збору та аналізу послідовностей ДНК. Запущена у 2005 році, до 16 листопада 2020 року BOLD вже містила послідовності штрих-кодів для 318 105 формально описаних видів тварин, рослин, грибів, протистів (з ~8,9 млн зразків).